# Boy Olmi
Carlos Olmi, más conocido por su nombre artístico Boy Olmi (Buenos Aires, 18 de diciembre de 1955), es un actor, presentador de televisión y director de cine argentino.

## Carrera
Hijo del primer actor del mismo nombre (Carlos) Boy Olmi, siguió los pasos de su padre en la actuación.
Sus trabajos como director de video experimental en The Man of the Week y El Círculo Xenético le valieron un sólido prestigio entre la crítica especializada y numerosos premios internacionales. En 1992 filmó el corto documental Haciendo Dynamo similar a un EPK (Press Kit Electrónico) durante la grabación del clásico álbum de rock Dynamo de Soda Stereo.
En 2006 participó en el programa Bailando por un sueño 2 y en 2007 condujo con Sandra Russo el programa de opinión Dejámelo pensar. Además trabajó en teatro, decenas de programas de televisión y más de 30 películas.
Durante 2002 y 2003 actuó en la tira juvenil Rebelde Way, de Cris Morena. En la misma, interpretaba al intendente Sergio Bustamante, padre de Pablo interpretado por Benjamín Rojas. También protagonizó la sitcom La Niñera junto a Florencia Peña y Roberto Carnaghi, entre 2004 y 2005.
Realizó entrevistas a personalidades tan variadas como Deepak Chopra, Liv Ullmann o Brian Weiss. En 2008 filmó su ópera prima como director, Sangre del Pacífico, con Delfi Galbiati y China Zorrilla.
A partir de su documental Huellas en el agua, sobre las travesías de María Inés Mato, asumió una reflexión sobre el estado actual de la humanidad; desde entonces está abocado a la comunicación en materia ambiental y la búsqueda de soluciones a los problemas globales tanto en lo ambiental como lo social.
Entre 2013 y 2014 formó parte de la serie televisiva Aliados.

## Vida personal
Tiene un hijo llamado Carlos, nacido en 1993 fruto de su primer matrimonio. Desde 1994 está casado con la actriz Carola Reyna. Es tío del actor Juan Luppi.

## Filmografía
| Año  | Título                                                         | Personaje                                                       | Dirección                        |
| ---- | -------------------------------------------------------------- | --------------------------------------------------------------- | -------------------------------- |
| 1979 | Los éxitos del amor                                            | Novio de Graciela Alfano durante la actuación de Alberto Cortez | Fernando Siro                    |
| 1980 | Desde el abismo                                                |                                                                 | Fernando Ayala                   |
| 1981 | Sentimental (réquiem para un amigo)                            | Martín                                                          | Sergio Renán                     |
| 1982 | La invitación                                                  | Gustavo                                                         | Manuel Antin                     |
| 1983 | Deathstalker (o El cazador de la muerte; inédita en Argentina) | Joven ladrón                                                    | James Sbardellati                |
| 1984 | Los insomnes                                                   |                                                                 | Carlos Orgambide                 |
| 1984 | La Rosales                                                     |                                                                 | David Lipszyc                    |
| 1984 | Los chicos de la guerra                                        | Preceptor                                                       | Bebe Kamín                       |
| 1984 | Los tigres de la memoria                                       | Benjamín                                                        | Carlos Galettini                 |
| 1984 | Noches sin lunas ni soles                                      | Muñeco                                                          | José Martínez Suárez             |
| 1985 | La búsqueda                                                    | César                                                           | Juan Carlos Desanzo              |
| 1989 | Eterna sonrisa de New Jersey (inédita)                         |                                                                 | Carlos Sorín                     |
| 1990 | De los Apeninos a los Andes                                    |                                                                 | Pino Passalacqua                 |
| 1992 | Tómame                                                         |                                                                 | Emilio Vieyra                    |
| 1995 | Casas de fuego                                                 | Reynal                                                          | Juan Bautista Stagnaro           |
| 1995 | El censor                                                      | Ramiro                                                          | Eduardo Calcagno                 |
| 1998 | El faro                                                        | Richard                                                         | Eduardo Mignogna                 |
| 1999 | Ángel, la diva y yo                                            | Julián Armendáriz                                               | Pablo Nisenson                   |
| 2001 | El fuego y el soñador (inédita)                                | Director                                                        | Oskar Aizpeolea                  |
| 2002 | Sin intervalo                                                  |                                                                 | Teresa Costantini                |
| 2003 | Cielo azul, cielo negro                                        | Abel                                                            | Paula de Luque y Sabrina Farji   |
| 2003 | Bar "El Chino"                                                 | Jorge Costa                                                     | Daniel Burak                     |
| 2003 | Cleopatra                                                      | Francis                                                         | Eduardo Mignogna                 |
| 2004 | Sólo escucho canarios (cortometraje)                           |                                                                 | Juan Flesca                      |
| 2004 | Erreway: 4 caminos                                             | Sergio Bustamante                                               | Ezequiel Crupnicoff              |
| 2005 | Un buda                                                        | Padre                                                           | Diego Rafecas                    |
| 2007 | Hunabkú                                                        | Nicolás                                                         | Pablo César                      |
| 2007 | Infamia (cortometraje)                                         |                                                                 | Juan E. Cordoni y Maxi Blanco    |
| 2007 | Cuando ella saltó                                              | El Zafiro                                                       | Sabrina Farji                    |
| 2009 | Papá por un día                                                | Luciano Ayerza                                                  | Raúl Rodríguez Peila             |
| 2009 | Sangre del Pacífico                                            |                                                                 | Director, guionista y productor  |
| 2009 | Huellas en el agua                                             |                                                                 | Director                         |
| 2012 | Errata                                                         | Coleccionista                                                   | Iván Vescovo                     |
| 2015 | Los dioses del agua                                            |                                                                 | Pablo César                      |
| 2020 | El encanto                                                     | Rudy                                                            | Ezequiel Tronconi y Juan Sasiaín |

## Televisión

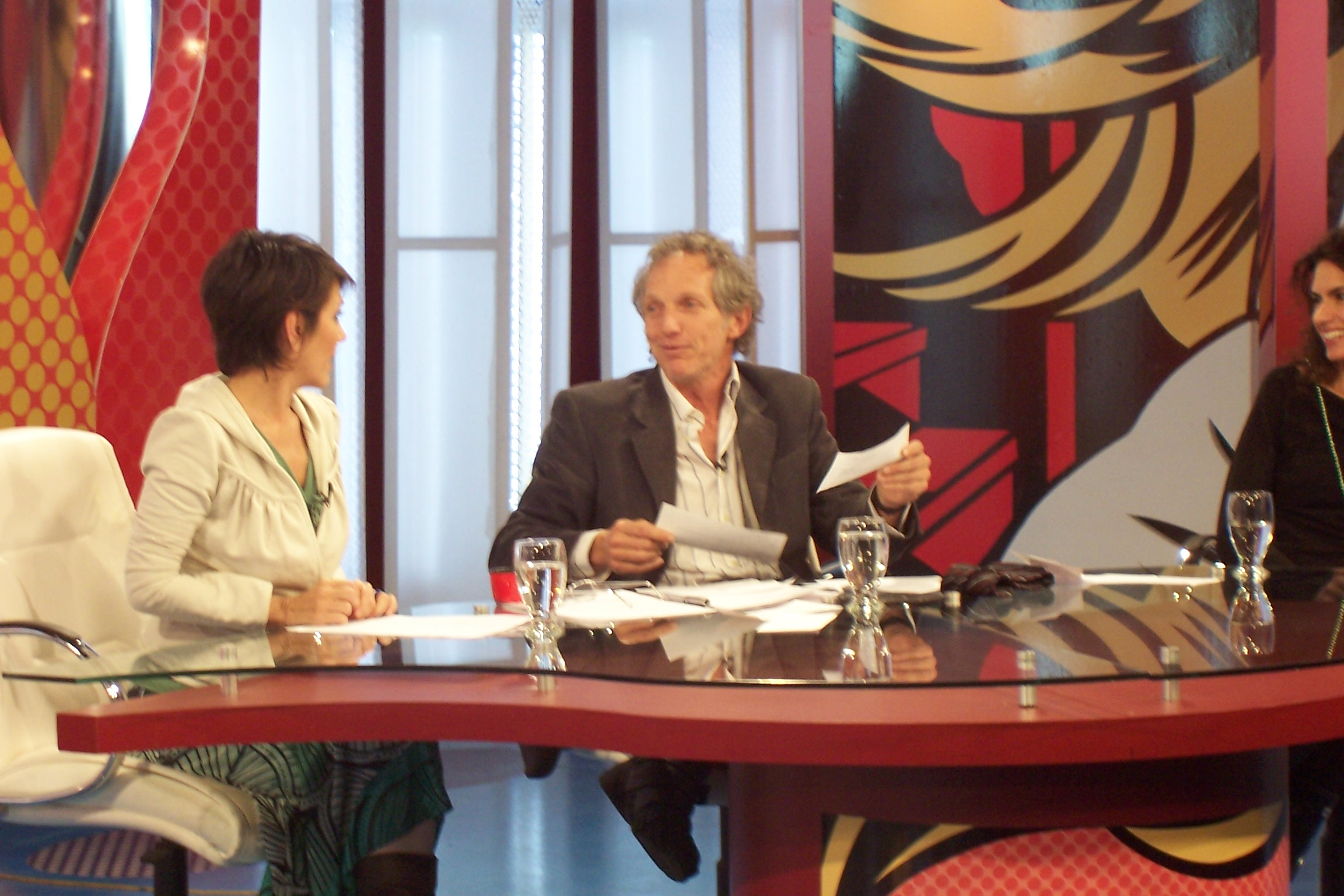
Sandra Russo y Boy Olmi en el programa Dejámelo pensar.

| Año       | Título                             | Rol / Personaje              | Canal                           |
| --------- | ---------------------------------- | ---------------------------- | ------------------------------- |
| 1980      | Estación Terminal                  | Tavo                         | Canal 13                        |
| 1982      | La Cenicienta                      |                              | ATC                             |
| 1984      | Pelear por la vida                 | Rosalío Benedetti            | ATC                             |
| 1988      | El pecado de Oyuki                 | Irving Pointer               | Canal de las Estrellas/ATC      |
| 1988      | Amándote                           | Ángel Mistral                | Telefe                          |
| 1993      | Apasionada                         | Enrique                      | Canal de las Estrellas/Canal 13 |
| 1993      | Celeste siempre Celeste            | Lito                         | Canal 13                        |
| 1994      | Cara bonita                        | Reynaldo Manteloni           | Telefe                          |
| 1994      | Alta comedia                       | Eduardo                      | Canal 9 Libertad                |
| 1995      | Dulce Ana                          | Quique Di Stefano            | Canal 9 Libertad                |
| 1995      | Nueve lunas                        |                              | Canal 13                        |
| 1996      | Los ángeles no lloran              | Javier Iturbe-Montalbán      | Canal 9 Libertad                |
| 1996-1998 | Verdad consecuencia                | Nicolás                      | Canal 13                        |
| 1997      | Archivo Negro                      |                              | Canal 13                        |
| 1997      | De corazón                         | Rodrigo                      | Canal 13                        |
| 1998      | Gasoleros                          | Mauro                        | Canal 13                        |
| 1999      | Libre-mente                        |                              | América TV                      |
| 1999      | Mamitas                            |                              | Azul Televisión                 |
| 2000      | Primicias                          | Roberto Paz                  | Canal Trece                     |
| 2000-2001 | El otro cine                       | Él mismo/Conductor           | Canal 7                         |
| 2001      | Tiempo final                       |                              | Telefe                          |
| 2001      | El Hacker                          | El Aleph                     | Telefe                          |
| 2001      | Cuatro amigas                      | Ricardo                      | Telefe                          |
| 2002      | Los simuladores                    | Sr. Sarasola                 | Telefe                          |
| 2002-2003 | Rebelde Way                        | Sergio Bustamante            | Canal 9/América TV              |
| 2003      | Gatillo fácil                      | Nemesio Juárez               | Película para TV                |
| 2004-2005 | La niñera                          | Juan Manuel Iraola           | Telefe                          |
| 2006      | Las aventuras del Doctor Miniatura | Dr. Miniatura                | Telefe                          |
| 2006      | Bailando por un sueño 2            | Él mismo/Participante        | Canal Trece                     |
| 2007      | Hoy me desperté                    |                              | Canal Trece                     |
| 2007      | Dejámelo pensar                    | Él mismo/Conductor           | TV Pública                      |
| 2009-2010 | Ciega a citas                      | Federico Zabaleta            | TV Pública                      |
| 2010      | Todos contra Juan 2                | Él mismo                     | Telefe                          |
| 2010      | Colpo di fulmine                   | Gabrielle                    | Película para TV                |
| 2011      | Un año para recordar               | Dr. Armus                    | Telefe                          |
| 2011      | Volver al ruedo                    | Pedro                        | El Trece                        |
| 2013      | Qitapenas                          | Marcos Aguirre               | Telefe                          |
| 2013-2014 | Aliados                            | Justo García Iturbe          | Telefe/FOX                      |
| 2013      | Inconsciente colectivo             | Rector Guillermo Reyes       | TV Pública Digital              |
| 2013-2014 | Los vecinos en guerra              | Él Mismo                     | Telefe                          |
| 2014      | El legado                          | Leopoldo Villagra            | Canal 9                         |
| 2014      | En terapia                         | Juanjo                       | TV Pública                      |
| 2015      | Conflictos modernos                | Patricio Lara Mendiu de Rino | Canal 9                         |
| 2016      | Fundación Huésped: Al borde        |                              | El Trece                        |
| 2016      | Ahí afuera                         | Máximo Evans                 | Studio+                         |
| 2019      | Apache, la vida de Carlos Tévez    | José Pékerman                | Netflix                         |
| 2020      | Los internacionales                | Atilio Mendizabal            | Telefe                          |
| 2020      | Divina comida                      | Anfitrión semana 7           | Telefe                          |
| 2020      | MasterChef Celebrity Argentina     | Participante - 7.º eliminado | Telefe                          |
| 2021      | El mundo de Mateo                  | Agustín Rodríguez Villegas   | Flow                            |
| 2021      | Terapia alternativa                | Jorge                        | Star+                           |
| 2021-2023 | La hora exacta                     | Conductor                    | elnueve                         |
| 2023      | Familia de diván                   | José                         | Flow                            |
| 2024      | Margarita                          | Fredo                        | Max                             |

## Teatro
“La Ratonera”
“La Mujer del Año”
“Puesta en Claro”

| Obra                                            | Dirección          | Notas                             |
| ----------------------------------------------- | ------------------ | --------------------------------- |
| Juegos a la hora de la siesta                   | Actor              |                                   |
| Sótano                                          | Xavier Albertí     | Actor                             |
| La sorprendente historia de Víctor Frankenstein | Cristian Vélez     | Actor y voz en off                |
| El parecido                                     | Mariano Saba       | Intérprete                        |
| Espejos circulares                              | Javier Daulte      | Actor                             |
| Idénticos                                       | Daniel Veronese    | Él mismo                          |
| Casa Valentina                                  | José María Muscari | Poupée                            |
| Colaboración - Tomar Partido                    | Marcelo Lombardero | Stefan Zweig / Mayor Steve Arnold |

## Videoclips
| Año  | Canción     | Grupo       |
| ---- | ----------- | ----------- |
| 1992 | Primavera 0 | Soda Stereo |